# Saint-Sauveur-lès-Bray
Saint-Sauveur-lès-Bray és un municipi francès, situat al departament de Sena i Marne i a la regió de Illa de França. L'any 2007 tenia 316 habitants.
Forma part del cantó de Provins, del districte de Provins i de la Comunitat de comunes Bassée-Montois.

## Demografia

### Població
El 2007 la població de fet de Saint-Sauveur-lès-Bray era de 316 persones. Hi havia 140 famílies, de les quals 32 eren unipersonals (16 homes vivint sols i 16 dones vivint soles), 68 parelles sense fills, 28 parelles amb fills i 12 famílies monoparentals amb fills.
La població ha evolucionat segons el següent gràfic:
Habitants censats

### Habitatges
El 2007 hi havia 246 habitatges, 142 eren l'habitatge principal de la família, 91 eren segones residències i 13 estaven desocupats. 245 eren cases i 1 era un apartament. Dels 142 habitatges principals, 123 estaven ocupats pels seus propietaris, 12 estaven llogats i ocupats pels llogaters i 7 estaven cedits a títol gratuït; 3 tenien una cambra, 14 en tenien dues, 34 en tenien tres, 42 en tenien quatre i 49 en tenien cinc o més. 123 habitatges disposaven pel capbaix d'una plaça de pàrquing. A 73 habitatges hi havia un automòbil i a 64 n'hi havia dos o més.

### Piràmide de població
La piràmide de població per edats i sexe el 2009 era:
| Homes | Edats   | Dones |
| ----- | ------- | ----- |
| 0     | 95 o +  | 0     |
| 0     | 90 a 94 | 0     |
| 0     | 85 a 89 | 4     |
| 0     | 80 a 84 | 0     |
| 8     | 75 a 79 | 12    |
| 8     | 70 a 74 | 8     |
| 20    | 65 a 69 | 24    |
| 8     | 60 a 64 | 4     |
| 8     | 55 a 59 | 4     |
| 4     | 50 a 54 | 12    |
| 8     | 45 a 49 | 12    |
| 4     | 40 a 44 | 4     |
| 28    | 35 a 39 | 16    |
| 4     | 30 a 34 | 16    |
| 4     | 25 a 29 | 16    |
| 8     | 20 a 24 | 0     |
| 4     | 15 a 19 | 4     |
| 4     | 10 a 14 | 16    |
| 8     | 5 a 9   | 8     |
| 4     | 0 a 4   | 12    |

## Economia
El 2007 la població en edat de treballar era de 199 persones, 135 eren actives i 64 eren inactives. De les 135 persones actives 121 estaven ocupades (65 homes i 56 dones) i 14 estaven aturades (7 homes i 7 dones). De les 64 persones inactives 27 estaven jubilades, 18 estaven estudiant i 19 estaven classificades com a «altres inactius».

### Ingressos
El 2009 a Saint-Sauveur-lès-Bray hi havia 147 unitats fiscals que integraven 325 persones, la mediana anual d'ingressos fiscals per persona era de 20.357 €.

### Activitats econòmiques
Dels 11 establiments que hi havia el 2007, 3 eren d'empreses extractives, 1 d'una empresa de fabricació d'altres productes industrials, 2 d'empreses de construcció, 1 d'una empresa de comerç i reparació d'automòbils, 1 d'una empresa d'hostatgeria i restauració, 1 d'una empresa financera, 1 d'una empresa immobiliària i 1 d'una empresa de serveis.
Dels 2 establiments de servei als particulars que hi havia el 2009, 1 era un electricista i 1 agència immobiliària.

## Poblacions més properes
El següent diagrama mostra les poblacions més properes.